# Fly on the Wings of Love
Fly on the Wings of Love (прев. Лети на крилима љубави) је песма данског поп-рок дуа Браће Олсенс. Песма је однела победу на такмичењу за избор Песме Евровизије 2000, наступајући за Данску, на енглеском језику. Песма је изведена на четрнаестом месту у редоследу наступа земаља, после Шпаније и пре Немачке.
На крају гласања, песма је придобила 195 поена, заузимајући прво место у конкуренцији од 24 државе. У матичној Данској, превод песме на данском „Smuk som et stjerneskud“ („Лепа као звезда падалица“), је био хит и песма те је рангирана као број један у земљи.

## Рангирање песме на музичким листама
По објављивању у Шпанији, песма је 20. јануара 2001. достигла друго место на листи PROMUSICAE, иза „Love Don't Cost a Thing“ Џенифер Лопез. Песма је била у првих 20 током девет недеља.
Две године након првобитног издања, 26. маја 2003,  композиција је објављена у Уједињеном Краљевству. Дебитовала је на броју девет на UK Singles Chart почевши од 1. јуна, а затим је следеће недеље достигла најбољи пласман на ранг-листи, на броју осам. Током наредних десет недеља, песма је флуктуирала око првих 20 позиција листе.  Због дугог пласмана на британској топ-листи, песма је током 2003. била 32. најпродаванији сингл у земљи, надмашивши сваку песму која је била у распону позиције четири до седам. Песма је добила сребрни сертификат од британске фонографске индустрије 2016. за остварену продају и стримове од укупно преко 200.000.
Песма је такође била веома успешна на шкотској листи синглова, на којој се нашла четири недеље, заузевши треће место као најбољи ранг. Композиција је била је 12 недеља у првих 10, 16 у првих 40 и 20 у првих 100.
У Ирској, сингл је достигао број један за две недеље у августу 2003. Био је 24 недеље међу 50 најбољих, а на крају 2003. био је 11. најпродаванији сингл у Ирској.
Песма је остварила умерени успех у Холандији, доспела је на 31. место у фебруару 2004. и забележила 19 недеља на холандској листи синглова.

## Друге верзије
- Године 2000. дански продуцент Холгер Лагерфелдт је објавио обраду под именом DJ Cookie са вокалом Линде Андревс.[4]
- 2002. немачка тренс група Топмоделз коју чине Pulsedriver и SveN-R-G vs. Bass-Tе објавила је обраду песме за Aqualoop Records.[5]